# Bergelminia
Bergelminia (Elminia albonotata) är en afrikansk fågel i familjen feflugsnappare inom ordningen tättingar.

## Utseende och läte
Bergelminian är en liten (13 centimeter) tofsförsedd flugsnapparliknande fågel med lång stjärt. Vingarna och tofsen är svarta medan resten av fjäderdräkten är grå med vit buk, övergump och stjärtundersida. Näbben är svart, ögat mörkbrunt och benen grå. Sången är svag och ostrukturerad.

## Utbredning och systematik
Bergelminia delas in i tre underarter med följande utbredning:
- E. a. albonotata – Kongo till södra Etiopien, Kenya, Tanzania, norra Malawi och Zambia
- E. a. subcaerulea – östra Tanzania till Malawi och Moçambique, norr om Zambezi.
- E. a. swynnertoni – östra Zimbabwe och Moçambique, söder om Zambezi.

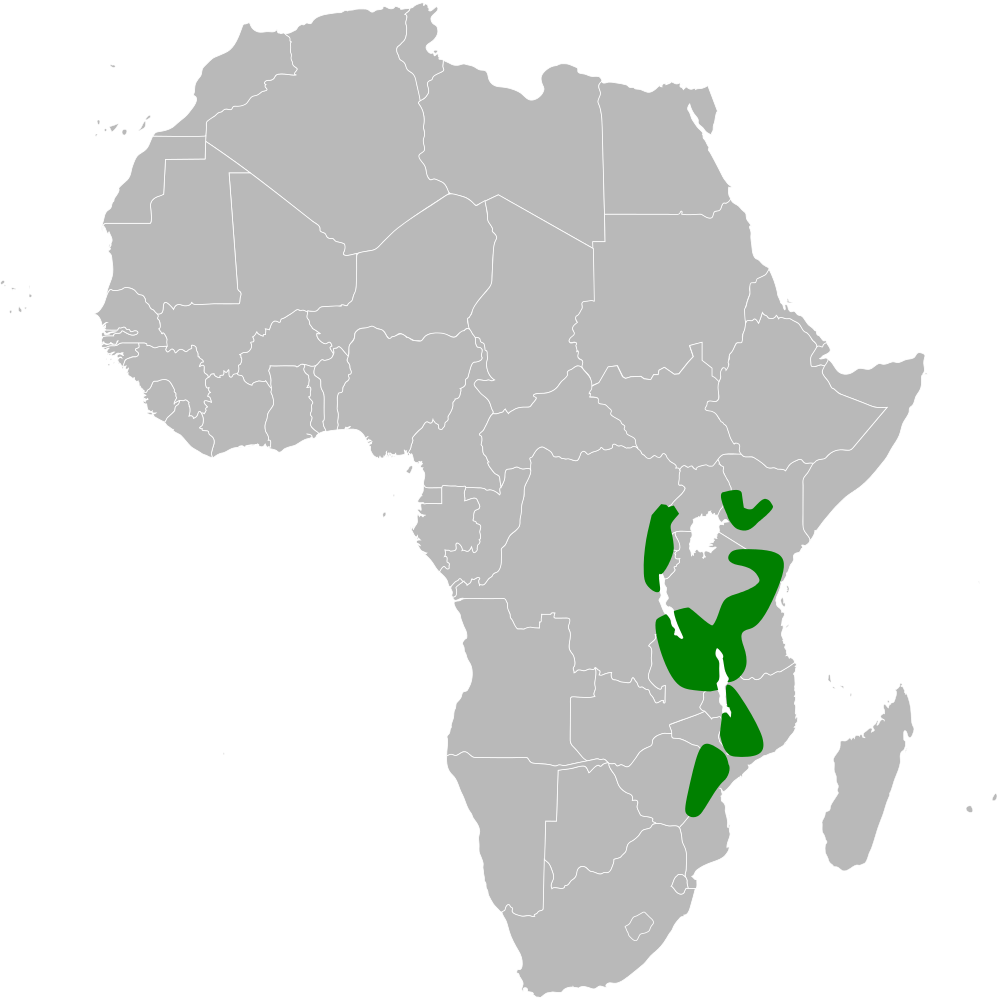
Artens utbredningsområde.

### Familjetillhörighet
Tidigare behandlades elminior som medlemmar av familjen monarker (Monarchidae). DNA-studier har dock förvånande nog visat att de är nära släkt med en handfull andra både afrikanska och asiatiska flugsnapparliknande arter som tidigare haft sin hemvist i helt andra familjer. Numera lyfts de ut till en egen familj, feflugsnappare (Stenostiridae).

## Levnadssätt
Arten återfinns i städsegrön subtropisk eller tropisk bergsskog med omgivande buskmarker och bambustånd. Den hittas från 600 till 900 meters höjd i Tanzanias Udzungwabergen och upp till 2700 meter på andra ställen. Där dess utbredningsområde överlappar med vitbukig elminia (Elminia albiventris) ses denna vid högre höjder och inte under 2250 meter.
Bergelminians föda är inte särskilt studerad, även om den liksom andra flugsnappande fåglar lever av ryggradslösa djur som flugor, myror, malar och spindlar. De rör sig i par eller i små familjegrupper, ibland i artblandade flockar. Fågeln har ett monogamt häckningsbeteende. Hanen lockar honan genom att sprida sin stjärt och mata henne. Det lilla boet placeras i en trädklyka vanligtvis två meter ovan mark. Däri lägger honan två ägg. Enbart honan ruvar och enbart hanen matar ungarna när äggen kläcks. Ungarna är flygga efter 15 dagar.

## Status och hot
Arten har ett stort utbredningsområde och en stor population med stabil utveckling och tros inte vara utsatt för något substantiellt hot. Utifrån dessa kriterier kategoriserar internationella naturvårdsunionen IUCN arten som livskraftig (LC). Världspopulationen har inte uppskattats men den beskrivs som ovanlig till vanlig.

## Namn
Det vetenskapliga tillika svenska släktesnamnet kommer av St Georges d’Elmina, en hamn i Nederländska Guldkusten, idag Ghana. På svenska har den även kallats vitspetsad elminia.